# Timberwolves du Minnesota
Maillots
Actualités
Les Timberwolves du Minnesota (en anglais : Minnesota Timberwolves, « les loups du Minnesota ») sont une franchise de basket-ball de la NBA. L'équipe est située à Minneapolis aux États-Unis (dans l'État du Minnesota). Elle concourt au sein de la NBA dans la conférence Ouest, dans la division Nord-Ouest. Elle joue ses matchs à domicile dans le Target Center.
Comme la plupart des équipes d’expansion, les Timberwolves ont éprouvé des difficultés dans leurs premières années, mais après l’acquisition de Kevin Garnett lors de la draft 1995 de la NBA, l’équipe s’est qualifiée pour les playoffs durant huit saisons consécutives de 1997 à 2004. Les Timberwolves ont remporté leur premier titre de division en 2004 et ont accédé à la finale de conférence la même saison. Garnett a également été nommé Most Valuable Player (NBA) cette saison. L’équipe est ensuite entrée dans une reconstruction pendant plus d’une décennie après avoir manqué les playoffs en 2005, et l’échange de Garnett aux Celtics de Boston en 2007. Garnett est retourné chez les Timberwolves en février 2015 et y a terminé sa carrière, prenant sa retraite durant l’intersaison de 2016. Les Timberwolves ont mis fin à une disette de 14 ans sans séries éliminatoires, quand ils sont retournés aux playoffs en 2018.

## Historique de la franchise

### 1989-1995: débuts de la franchise
Aucune équipe NBA n'avait été présente à Minneapolis depuis le départ des Minneapolis Lakers (1947-1960) pour Los Angeles en 1960 (devenant les Los Angeles Lakers). Depuis, seules deux équipes de ABA ont représenté la ville : les Minnesota Muskies pour la saison 1967-1968, et les Minnesota Pipers, pour la saison 1968-1969.
Le 22 avril 1987, la NBA met en place une expansion de sa ligue, avec l'arrivée de quatre nouvelles équipes (Timberwolves du Minnesota, Magic d'Orlando, Heat de Miami, et Hornets de Charlotte). Les équipes sont autorisées à jouer à partir de la saison 1989-1990. Les deux propriétaires d'origine des Minnesota Timberwolves sont alors Harvey Ratner et Marv Wolfenson.
Le nom de la franchise est choisi à la suite d'un concours. « Timberwolves », soumis 17 fois, a été finaliste avec le nom « Polars », le choix final appartenant aux 842 conseillers municipaux peuplant l'État. Le Minnesota est l'un des États les plus peuplés de loups aux États-Unis. La franchise est officiellement dénommée "Minnesota Timberwolves" le 23 janvier 1987.

#### Saison 1989-1990
Les Timberwolves du Minnesota font donc leurs débuts pour la saison 1989-1990, près de trente ans après que les Lakers de Los Angeles eurent quitté Minneapolis.
Pour la première saison, l'équipe est composée de Sam Mitchell, Tony Campbell, Tyrone Corbin et des choix de draft de la NBA comme Jerome "Pooh" Richardson et Doug West. Le premier match de la franchise se joue le 3 novembre 1989, contre les Supersonics de Seattle, à Seattle, et se conclue par une défaite 106-94. 5 jours plus tard, le 8 novembre 1989, les Wolves jouent leur premier match à domicile, au Hubert H. Humphrey Metrodome de Minneapolis, contrent les Bulls de Chicago. Ils perdent encore, 96 à 84.
La première victoire de la franchise se fait le 10 novembre 1989, contre les 76ers de Philadelphie, à la maison, sur un score de 125 à 118.
Tony Campbell finit meilleur marqueur de l'équipe pour la première saison avec une moyenne de 23,2 points. Minnesota termine avec un bilan de 22 victoires pour 60 défaites, soit le meilleur bilan des quatre nouveaux clubs arrivés ces deux dernières saisons (le Magic d'Orlando, le Heat de Miami et les Hornets de Charlotte). L'équipe est également la deuxième meilleure défense de la ligue avec 99,4 points encaissés par match. Jerome Richardson est élu dans la NBA All Rookie First Team.
L'affluence totale sur la saison est la plus grande de l'histoire de la NBA, avec 1 072 572 supporters sur l'ensemble de la saison.

#### Saison 1990-1991
Après un an passé dans le stade Hubert H. Humphrey, la franchise déménage au Target Center, tout fraichement construit.
Lors de la draft, le 27 juin 1990, les Wolves sélectionnent Felton Spencer en 6e position, un pivot de 2,13 m.
Pour la saison 1990-1991, après des débuts difficiles, Bill Musselman abandonne le style de jeu contrôlé et défensif pour s'orienter vers un jeu plus débridé. Les Timberwolves remontent la barre et finissent la saison avec 29 victoires, mais Musselman est remplacé par Jimmy Rodgers.

#### Saison 1991-1992
La saison 1991-1992 est ternie par les blessures. Luc Longley, le premier Australien à jouer en NBA, sélectionné comme premier choix des Timberwolves est encore trop tendre pour pallier les nombreuses blessures de l'équipe. L'équipe finit la saison avec 15 victoires pour 67 défaites, le pire bilan du club à ce jour.

#### Saison 1992-1993
À l'intersaison 1992, Jack McCloskey arrive au poste de General Manager. C'est lui qui a construit l'équipe double championne des Pistons de Détroit. Avec le troisième choix de la draft, les Timberwolves sélectionnent Christian Laettner, membre de la Dream Team des Jeux olympiques de 1992. Jerome Richardson et Sam Mitchell sont transférés à Indiana contre Chuck Person et Micheal Williams. Malgré ces choix, les défaites s'enchaînent encore, le bilan du mois de décembre étant même de 1 victoire pour 12 défaites.
En janvier 1993, Sidney Lowe, membre de la première équipe des Timberwolves, est nommé entraîneur. À la fin de la saison, Christian Laettner est nommé dans la All Rookie First Team, mais l'équipe stagne toujours avec 19 victoires.

#### Saison 1993-1994
Minnesota sélectionne Isaiah Rider à la draft 1993, joueur talentueux mais au caractère difficile. L'équipe termine la saison avec seulement 20 victoires, mais le duo Rider-Laettner semble enfin poser les bases du club pour les années à venir.
En 1994, l'homme d'affaires et homme politique Glen Taylor (en), associé à d'autres personnes, achète les Timberwolves à Marv Wolfenson et Harvey Ratner pour 88 millions de dollars.
La ville de Minneapolis accueille cette année le All Star Game 1994 au Target Center.

#### Saison 1994-1995
La saison 1994-1995 est l'année d'un record, en perdant plus de 60 matchs pour la quatrième saison d'affilée. Les Timberwolves ont une étiquette de perdants, avec seulement 21 victoires dans la saison. À la fin de la saison, l'ancienne légende des Celtics de Boston Kevin McHale devient Vice-Président des Opérations.

### 1995-2007: l'ère Kevin Garnett

#### Saison 1995-1996
Avec le cinquième choix de la draft 1995, la franchise sélectionne Kevin Garnett, âgé de 19 ans. Le choix de McHale est surprenant car bien que le joueur semble être un diamant à l'état brut, il paraît évident qu'il n'aura aucun impact immédiat sur la franchise. Kevin Garnett est d'ailleurs le pionnier d'une nouvelle tendance en NBA, où les équipes choisissent de plus en plus haut des jeunes joueurs directement issus du lycée (viendront ensuite Kobe Bryant, Tracy McGrady, Jermaine O'Neal, Tyson Chandler, Kwame Brown, LeBron James... avec des succès divers). Christian Laettner est transféré à Atlanta en milieu de saison pour laisser la voie libre à Garnett. Ce dernier finit sa première saison à 10 points et 6 rebonds de moyenne, et l'équipe avec 26 victoires, le deuxième meilleur bilan en sept ans d'histoire.
Durant le milieu de saison, l'entraineur Bill Blair est remercié, et Flip Saunders est alors nommé à sa place.

#### Saison 1996-1997
La saison 1996-1997 est une année charnière, car les Timberwolves passent enfin la barre des 40 victoires. Ray Allen, choisi en 5e position lors de la draft, est dans la foulée envoyé aux Bucks de Milwaukee en échange du 4e choix, Stephon Marbury. Cet ajout a un effet positif sur l'équipe, car Kevin Garnett et Tom Gugliotta participent au All-Star Game.
L'équipe termine la saison avec 40 victoires pour 42 défaites, et participe aux premiers playoffs de l'histoire de la franchise. Cependant, lors du premier tour, les Wolves se font balayer par Houston au premier tour des playoffs.
Cette année-là, le logo change, et la palette de couleurs également, en remplaçant le logo d'origine par un logo représentant un loup hargneux surplombant un champ d'arbres. C'est également durant cette saison que Minnesota commença à jouer sur un parquet.

#### Saison 1997-1998
En 1997, Garnett et Marbury s'imposent comme deux des étoiles montantes de la NBA. Garnett inscrit en moyenne 18,5 points par match et 9,6 rebonds par match, tandis que Marbury est en moyenne à 17,7 points par match et 8,6 passes décisives par match. Malgré la perte du meilleur marqueur de l'équipe Tom Gugliotta pendant la moitié de la saison, les Timberwolves finissent la première saison de leur histoire avec un bilan positif à 45 victoires pour 37 défaites, se qualifiant pour les playoffs pour la deuxième saison consécutive.
Après avoir perdu le premier match des séries éliminatoires contre les SuperSonics de Seattle, les Timberwolves remportent leur premier match en séries éliminatoires lors du deuxième match, s'imposant à Seattle 98-93. Alors que la série retournait dans le Minnesota, les Timberwolves ont l'occasion de créer la surprise en remportant le troisième match par un score de 98 à 90. Cependant, les Wolves perdent les deux matchs suivants et se font éliminer au premier tour.

#### Saison 1998-1999
En 1998, les Wolves sont montrés du doigt par la NBA pour un modèle de dépenses irresponsables. En effet, les Wolves signent une extension de contrat pour Kevin Garnett de 126 millions sur six ans. C'est le point de départ d'un lock-out qui va bloquer la NBA du 1er juillet 1998 au 6 janvier 1999.
Avec une masse salariale importante liée à ce contrat, les Wolves laissent partir Tom Gugliotta comme agent libre. L'équipe dit vouloir économiser de l'argent afin de pouvoir signer un contrat long terme avec Stephon Marbury, mais le point principal est surtout que Gugliotta ne voulait plus jouer avec Marbury. Ces tensions arrivent à un point de non-retour, lorsque, à la mi-saison, Marbury demande à être transféré, et refuse la prolongation de contrat. On apprendra alors que le joueur ne veut pas partager une équipe avec une autre star, et que les Timberwolves préfèrent alors conserver Kevin Garnett. Marbury est alors envoyé aux Nets du New Jersey, contre Terrell Brandon et un premier choix pour la draft de 1999 (qui deviendra le 6e choix).
Malgré une saison marquée par des tensions, et raccourcie à cause du lock out, les Timberwolves finissent à l'équilibre, avec 25 victoires et 25 défaites. Pour la troisième année consécutives, ils participent aux playoffs mais sont battus par le futur champion, les Spurs de San Antonio en quatre matchs.

#### Saison 1999-2000
En 1999, les Timberwolves draftent Wally Szczerbiak avec le sixième choix de la draft 1999. Il connait une première saison solide, terminant troisième marqueur de l'équipe avec 11,6 points par match. Menés par Kevin Garnett, qui inscrit en moyenne 22,9 points par match et 11,8 rebonds par match, les Timberwolves ont connu leur première saison à 50 victoires et terminent la 3e place de la conférence Ouest avec un bilan de 50 victoires pour 32 défaites.
Cependant, lors des playoffs 2000, les Wolves chutent de nouveau au premier tour, perdant contre les Portland Trail Blazers en quatre matchs.

#### Saison 2000-2001
Durant l'intersaison, le meneur de jeu Malik Sealy est tué dans un accident de voiture par un chauffard ivre. Son numéro, le 2, est depuis retiré, et accroché au plafond du Target Center.
Les Timberwolves tentent de signer frauduleusement Joe Smith. La NBA inflige alors au club une amende de 3,5 millions de dollars, casse le contrat entre le joueur et la franchise, et prive Minnesota de ses premiers tours de draft de 2001 à 2005. Finalement, la punition sera réduite à trois premiers tours de draft (2001, 2002, et 2004). Joe Smith signera finalement avec les Pistons de Détroit, avant de signer à nouveau à l'intersaison suivante avec les Timberwolves.
Les Wolves ouvrent la saison régulière 1999-2000 avec deux matchs à domicile contre les Kings de Sacramento au Tokyo Dome les 6 et 7 novembre.
La saison est pour autant encore une réussite, les Timberwolves se qualifiant pour la cinquième saison de suite en playoff, finissant la saison régulière avec un bilan de 47 victoires pour 35 défaites. Mais les Timberwolves se font encore éliminer au premier tour, par les Spurs de San Antonio, en 4 matchs.

#### Saison 2001-2002
À l'intersaison, les Timberwolves sont très actifs sur le marché, et recrutent Gary Trent, Loren Woods, Maurice Evans, et Joe Smith.
La saison commence bien, et l'équipe remporte les 6 premiers matchs. Ils réalisent le meilleur départ de l'histoire de la franchise avec un bilan de 30 victoires pour 10 défaites à la moitié de saison. Le 8 novembre, ils remportent une victoire contre les Bulls de Chicago avec le plus grand écart de points de l'histoire de la franchise, 53, dans un match qui finit à 127 contre 74.
Les Wolves finissent la saison avec un bilan de 50 victoire pour 32 défaites, concluant leur deuxième saison a plus de 50 victoires. Kevin Garnett est encore une fois All Star (pour la cinquième fois consécutive), mais également Wally Szczerbiak, qui l'est pour la première fois de sa carrière. Tout sourit aux Timberwolves, qui peut être considéré comme un prétendant des playoffs 2002.
Mais les Wolves sont éliminés en 3 matchs par les Mavericks de Dallas au premier tour.

#### Saison 2002-2003
La saison 2002-2003 semble s'améliorer pour les Timberwolves. Kevin Garnett est le leader de cette équipe. Il termine d'ailleurs deuxième du vote pour le trophée de MVP de la saison. Inscrivant 23,0 points par match et 13,4 rebonds par match, il mène les Timberwolves à la troisième place de la conférence Ouest avec 51 victoires pour 31 défaites.
En conséquence, les Timberwolves ont l'avantage du terrain pour la première fois de leur histoire, dans une série face aux triples champions en titre, les Los Angeles Lakers. Après avoir été battus à domicile lors du premier match, les Timberwolves sont sur le point de prendre l'avantage 3-1 dans la série lors du quatrième match à Los Angeles. Mais au terme d'un 4e quart temps fabuleux des Lakers, ceux-ci reviennent pour égaliser à 2 matchs partout. Finalement, les Lakers gagneront les deux matchs suivants pour éliminer les Wolves.
Minnesota se fait donc éliminer au premier tour des playoffs pour la septième année consécutive.

#### Saison 2003-2004: Garnett MVP

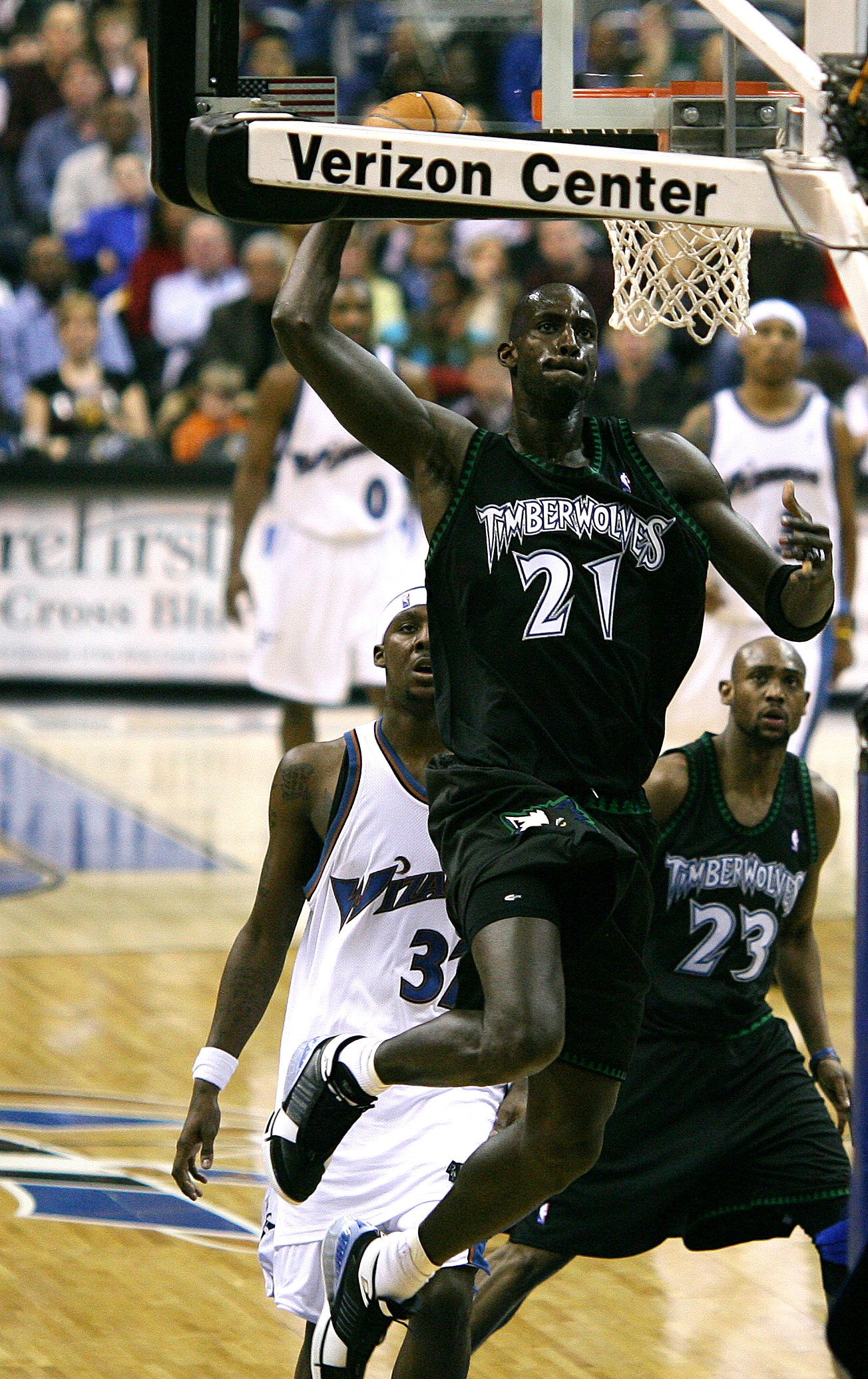
Kevin Garnett en 2007

Les saisons précédentes se ressemblaient, avec toujours de bons résultats en régulière, mais une élimination au premier tour des playoff. Même si les Wolves essayaient au mieux de construire une franchise autour de leur superstar Kevin Garnett (avec Joe Smith, Terrell Brandon, ...), l'équipe n'arrive pas à passer à l'échelon supérieur.
À l'intersaison, pendant la draft NBA, les Wolves sélectionnent Ndudi Ebi, directement issu du lycée (comme Garnett). Le président des opérations basket-ball (General Manager) Kevin McHale, et le nouveau vice-président des opérations basket-ball Rob Babcock essayent de réaliser des gros coups pour pouvoir aller au-delà du premier tour de playoffs.
Les arrivées de Sam Cassell, Ervin Johnson, et Latrell Sprewell se font via différent transferts. Michael Olowokandi et Fred Hoiberg arrivent eux en tant qu'agent libre. Le banc est complété avec des vétérans comme Trenton Hassell, Troy Hudson et Mark Madsen.
Malgré les blessures d'Olowokandi (qui a raté la moitié de la saison) et du 6e homme Wally Szczerbiak (qui n'a joué que 28 matchs), les Timberwolves remaniés sont devenus l'équipe à battre au cours de la saison NBA 2003-2004, terminant la saison en première place dans la Conférence Ouest avec un bilan de 58-24. Kevin Garnett réalise alors sa meilleure saison depuis son arrivée en NBA, et le duo Latrell Sprewell et Sam Cassell réalise également une saison magnifique. Garnett et Cassell sont tous les deux sélectionnés pour le All Star Game 2004. Garnett est nommé dans la 1ère équipe All NBA et remporte son premier titre de NBA Most Valuable Player, avec une moyenne de 24,2 points, 13,9 rebonds et 5,0 passes décisives par match.
Lors des séries playoffs de la NBA 2004, les Wolves remportent leur toute première série éliminatoire contre les Nuggets de Denver, avant de battre les Kings de Sacramento dans une série de sept matchs âprement disputés pour se qualifier pour la première finale de la Conférence Ouest de la franchise.
Kevin Garnett saute sur la table des commentateurs lors du septième match de la série, qui devient l'un des moments les plus emblématiques de l'histoire du sport du Minnesota. Lors de ce match 7 contre les Kings, Sam Cassell se blesse à l'aine.
Le parcours des Timberwolves se termine en finale de la Conférence Ouest lorsque l'équipe perd contre les Lakers de Los Angeles. Sam Cassel, blessé, ne joue qu'avec parcimonie pendant la série des Lakers. De nombreuses personnes autour de la NBA, dont Flip Saunders et l'entraineur des Lakers Phil Jackson, pensent que s'il avait été en bonne santé, les Wolves se seraient qualifiés pour la finale.

#### Saison 2004-2005: départ de Flip Saunders
L'équipe est quasiment inchangée pour la saison 2004-2005, mais le jeu des blessures, et une équipe qui semble fatiguée et démotivée (à l'exception de Kevin Garnett), cause un début de saison difficile.
À 25 victoires pour 26 défaites, Flip Saunders, le meilleur entraineur que les Wolves aient connu jusqu'ici, est limogé et Kevin McHale, le General Manager, prend les commandes de l'équipe. Malgré une bonne fin de saison, et un bilan final de 44 victoires pour 38 défaites (9e à l'Ouest), les Timberwolves manquent les playoffs pour la première fois depuis la saison rookie de Kevin Garnett.

#### Saison 2005-2006
Au cours de l'intersaison 2005, McHale et les Wolves ont commencé leur recherche d'un entraîneur pour la saison suivante. McHale s'est entretenue avec l'entraîneur adjoint des SuperSonics de Seattle Dwane Casey, l'assistant des Spurs de San Antonio P. J. Carlesimo, l'ancien entraîneur John Lucas et les assistants des Wolves Randy Wittman, Sidney Lowe et Jerry Sichting, entre autres.
Le 17 juin 2005, les Timberwolves recrutent Dwane Casey comme nouvel entraineur. C'est alors le premier poste d'entraîneur-chef de Casey, faisant de lui le septième entraîneur-chef des Wolves en 16 ans d'histoire.
Lors de la draft NBA de 2005, les Timberwolves sélectionnent Rashad McCants, un arrière des Tar Heels de la Caroline du Nord avec le 14e choix du premier tour. Les Timberwolves ont également sélectionné Bracey Wright, un meneur de jeu de l'Indiana, avec le 17e choix de deuxième tour (47e au total).
Après seulement deux ans au club, Sam Cassell est échangé contre Marko Jarić et Lionel Chalmers. Ils recrutent également l'agent libre Nikoloz Tskitishvili.
Le 26 janvier 2006, les Wolves transferts Wally Szczerbiak, Dwayne Jones et Michael Olowokandi, ainsi qu'un futur choix de premier tour aux Celtics de Boston. En retour, ils reçoivent Ricky Davis, Mark Blount, Justin Reed, Marcus Banks et deux choix de second tour de draft. Dans un échange distinct le même jour, les Timberwolves échangent Nikoloz Tskitishvili aux Phoenix Suns contre un choix de second tour de draft, après à peine 6 mois passés au club. Les Timberwolves terminent la saison régulière avec 33 victoires pour 49 défaites, manquant les playoffs pour la deuxième année consécutive.
Pour beaucoup de fans, les multiples transferts organisés cette année-ci n'étaient pas à l'avantage des Timberwolves, qui entrent petit à petit dans une phase compliquée.

#### Saison 2006-2007

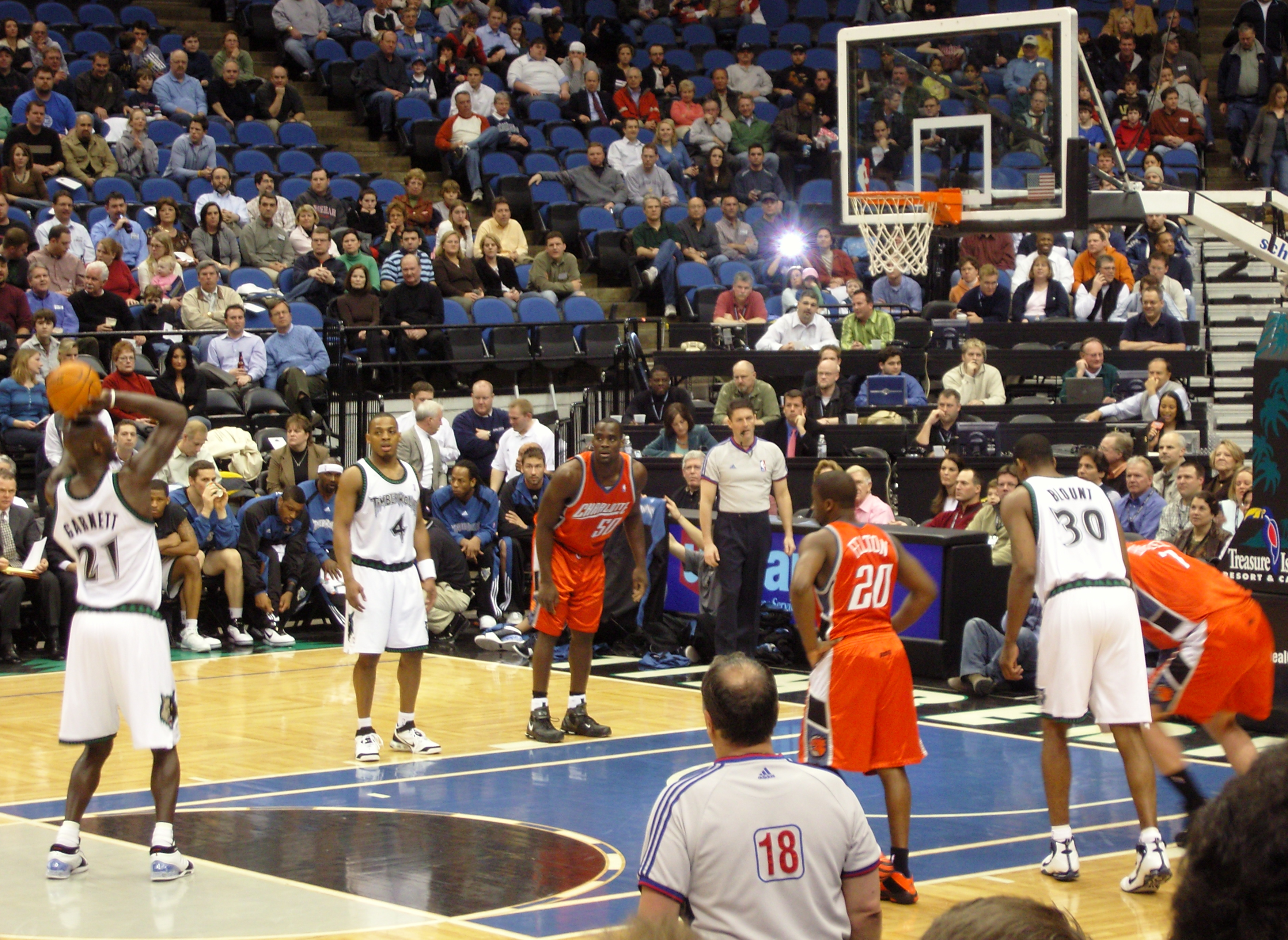
Kevin Garnett sur la ligne de lancer-franc, le 21 février 2007

Pourtant, les Timberwolves auraient pu faire une bonne opération le soir de la draft 2006, en récupérant le futur rookie de l'année Brandon Roy avec le 6e choix. Ils l'échangent instantanément aux Portland Trail Blazers, contre Randy Foye et une contrepartie financière.
Les différents mauvais choix tactiques effectués depuis la saison 2005-2006 poussent Kevin McHale à licencier Dwane Casey le 23 janvier 2007. il est alors remplacé par Randy Wittman.
Les Timberwolves finissent la saison avec 32 victoires pour 50 défaites, ne se qualifiant pas pour les playoffs pour la troisième année consécutive.

### 2007-2010: l'ère post-Garnett
Depuis la belle épopée de la saison 2003-2004, les Timberwolves n'arrivent plus à revenir sur le devant de la scène. Les mauvais choix tactiques, et les transferts infructueux se multiplient, alors même que Kevin Garnett est dans leurs rangs.

#### Saison 2007-2008
Le 31 juillet 2007, les Timberwolves du Minnesota concluent un accord pour échanger le All-Star Kevin Garnett aux Celtics de Boston contre Al Jefferson, Theo Ratliff, Gerald Green, Sebastian Telfair, Ryan Gomes, deux choix de premier tour de draft et des contreparties financières. Il s'agit de la plus grande combinaison de joueurs et de choix jamais échangés contre un seul joueur dans l'histoire de la NBA.
Lors de la draft de la NBA 2007, les Timberwolves sélectionnent Corey Brewer, avec le 7e choix, et Chris Richard avec le 41e choix, tous deux issus des Gators de la Floride, double champion national de la NCAA.
La saison 2007-2008 s'annonce donc difficile avec la perte de Garnett. Néanmoins l'équipe reçoit en échange des joueurs en devenir, et un autre transfert bouleverse l'effectif. Cet été-là, les Timberwolves échangent Mike James et Justin Reed aux Rockets de Houston contre Juwan Howard. En octobre de la même année, les Timberwolves ont renoncé à Howard après avoir conclu un accord de rachat contractuel, d'une valeur de 10 millions de dollars sur environ 14,25 millions de dollars que le Minnesota lui aurait dus. L'équipe a également échangé Ricky Davis et Mark Blount au Heat de Miami en échange d'Antoine Walker, Michael Doleac, Wayne Simien du Heat et d'un choix de premier tour protégé en 2008. La franchise dégrossit sa masse salariale, et récupère des choix de draft pour reconstruire une équipe compétitive à long terme.
La saison 2007-2008 s'annonce donc difficile avec la perte de Garnett. Les Wolves commencent la pré-saison NBA avec deux matchs à Londres et à Istanbul, dans le cadre de NBA Europe Live 2007.
Le 10 octobre, les Wolves retrouvent leur ancienne star Kevin Garnett, dans un match contre les Celtics de Boston, qu'ils perdent 92 à 81. Le début de saison est compliqué, les Timberwolves perdent leurs 5 premiers match. Il y a alors beaucoup de spéculations sur un éventuel licenciement de l'entraîneur Randy Wittman. Pour autant, il est conservé à son poste jusqu'à la fin de saison.
À quelques reprises au cours de la saison, l’équipe a montré des éclairs de son potentiel lors de victoires ou de matchs très serrés avec des équipes de premier plan. Pour autant, l'équipe termine la saison 13e de sa conférence avec un bilan de seulement 22 victoires pour 60 défaites. De son côté, Kevin Garnett et les Celtics remportent la finale de la NBA 2008 en six matchs contre les Lakers de Los Angeles.

#### Saison 2008-2009
Le 26 juin 2008, Minnesota échange son choix de draft avec Memphis et récupèrent le pivot des Bruins d'UCLA Kevin Love ainsi que trois joueurs (Mike Miller, Brian Cardinal et Jason Collins), mais perdent le fraichement drafté et prometteur O. J. Mayo de USC ainsi que Marko Jaric, Greg Buckner et Antoine Walker.
Pour fêter le 20e anniversaire de la franchise, l'équipe dévoile une version mise à jour de son logo et de ses uniformes. Les nouveaux designs sont apparus pour la première fois lors du premier match de pré-saison contre les Chicago Bulls au United Center le 14 octobre 2008. Ils ont également rénové le sol du Target Center, revenant au motif de sol traditionnel et ajouté des touches de vernis tout en exposant la majeure partie du bois dur.
Le 8 décembre 2008, après une défaite de 23 points contre les Clippers de Los Angeles qui augmente le bilan à 4 victoires pour 15 défaites, les Timberwolves licencient l'entraîneur Randy Wittman. Le président des opérations basket-ball Kevin McHale prend alors le relais. McHale a également renoncé à ses fonctions de président des opérations de basket-ball.
Les Timberwolves obtiennent un bilan de 10 victoires pour 4 défaites sur le mois de janvier, donnant à McHale les honneurs d'entraîneur du mois.
Le 8 février 2009, la star principale de l'équipe, Al Jefferson, se déchire le ligament croisé antérieur du genou droit lors d'un match à la Nouvelle-Orléans contre les Pélicans, le mettant à l'écart pour le reste de la saison. Au moment de sa blessure, Jefferson connaissait sa meilleure saison à ce jour, avec une moyenne de 23 points, 11 rebonds et 2 contres par matchs. Sans Jefferson et Corey Brewer (qui ont également subi une blessure de fin de saison), les Wolves ont difficilement terminé la saison avec 24 victoires pour 58 défaites.

#### Saison 2009-2010
Le 17 juin 2009, un nouveau président des opérations basket-ball arrive dans la franchise, David Kahn. Il annonce directement après son arrivée que Kevin McHale ne reviendrait pas dans l'équipe en tant qu'entraîneur. Kahn ne donne alors pas de raison précise pour le licenciement de McHale, affirmant seulement que la franchise entrait dans une période de transition.
Pour sa part, McHale a déclaré qu'il voulait revenir mais aucun contrat ne lui a été proposé. Plus tard, en août, les Timberwolves ont annoncé la signature de Kurt Rambis, alors assistant des Lakers de Los Angeles, pour un contrat de quatre ans d'une valeur de 8 millions de dollars pour devenir leur nouvel entraîneur.
Le bilan de McHale au poste de dirigeant reste mitigé, avec de très bonnes années au début de son mandat, avec le duo Kevin Garnett / Flip Saunders. Pour autant, la fin laisse un sentiment de brouillon, avec des transferts souvent perdants, et une reconstruction qui met du temps.
Le 25 juin 2009, les Wolves ont plusieurs bons choix lors de la draft. Ils sélectionnent avec le cinquième le jeune prodige espagnol Ricky Rubio, et avec le sixième Jonny Flynn de Syracuse. Enfin, les Timberwolves sélectionnent également Ty Lawson qui est fait ensuite l'objet d'un transfert avec les Nuggets de Denver. Avec le recul, des années plus tard, on remarque que Stephen Curry (double MVP en 2015, 2016, meilleur tireur à 3 points de l'histoire de la NBA et 4 fois champion avec les Golden States Warriors) est sélectionné en 7e choix, et aurait pu apporter un gros boost à des Timberwolves alors en difficultés.
Lors de la première saison de Rambis sur le banc des Wolves, l'équipe n'est pas forcément meilleure, avec le deuxième pire record de la ligue cette saison, puisque leur bilan de 15 victoires pour 67 défaites n'a été dépassé que par celui des New Jersey Nets, qui ont terminé à 12 victoires pour 70 défaites.

### 2010-2014: l'ère Kevin Love

#### Saison 2010-2011
Le début de la saison 2010-2011 est marqué par un remaniement de l'effectif, la star Al Jefferson décide de quitter l'équipe et rejoint le Jazz de l'Utah. Pour le remplacer, les Wolves profitent de l'allégement de l'effectif du Heat de Miami pour récupérer Michael Beasley. Ils enregistrent également l'arrivée de Darko Miličić ainsi que celle de Wesley Johnson, drafté en provenance de Syracuse. 

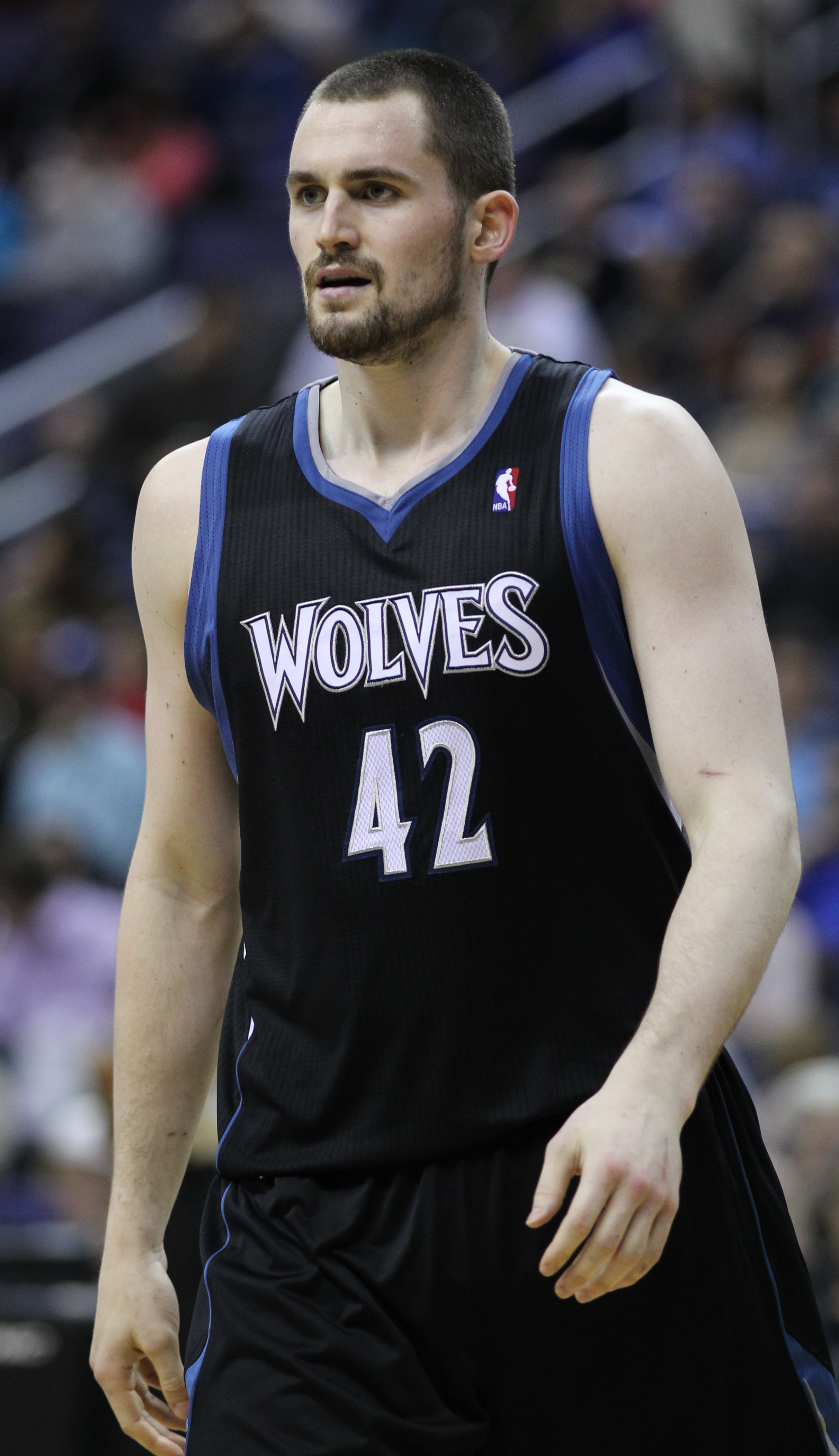
Kevin Love en 2011

Malgré leurs faibles résultats, leur star Kevin Love réalise de bonnes prestations. Le 12 novembre 2010, il réalise un record de franchise avec 31 rebonds et 31 points lors d'une victoire contre les Knicks de New York. Il s'agit du premier match avec au moins 30 points et 30 rebonds de la NBA en 28 ans.
Pour continuer dans cette belle saison de Love, il est ensuite nommé au All-Star Game 2011, la première sélection All Star de la franchise depuis Kevin Garnett en 2007. Love battra plus tard le record d'équipe de Garnett de 37 doubles-doubles consécutifs le 8 février 2011, lors d'une victoire contre les Rockets de Houston.
Le 23 février 2011, l'équipe est mêlée au transfert de Carmelo Anthony et envoie Corey Brewer à New York et Kosta Koufos à Denver ; en échange les Wolves enregistrent l'arrivée d'Eddy Curry et Anthony Randolph.
Le 8 mars 2011, Love réalise son 52e double-double consécutif, dépassant le record de Moses Malone pour le plus grand nombre de double-double consécutif depuis la fusion NBA-ABA, lors d'une victoire contre les Indiana Pacers. Le record a finalement atteint 53 matchs et s'est terminé avec une performance de six points et 12 rebonds dans une défaite de 100 à 77 contre les Golden State Warriors le 13 mars. En octobre 2011, Love était classé 16e parmi les joueurs actifs par ESPN.
Les Timberwolves terminent la saison avec 17 victoires pour 65 défaites, terminant derniers de la Conférence Ouest pour la deuxième année consécutive. Malgré ce bilan mauvais sur la saison, Kevin Love est montée en puissance et de nouveaux joueurs peuvent éclore.

#### Saison 2011-2012

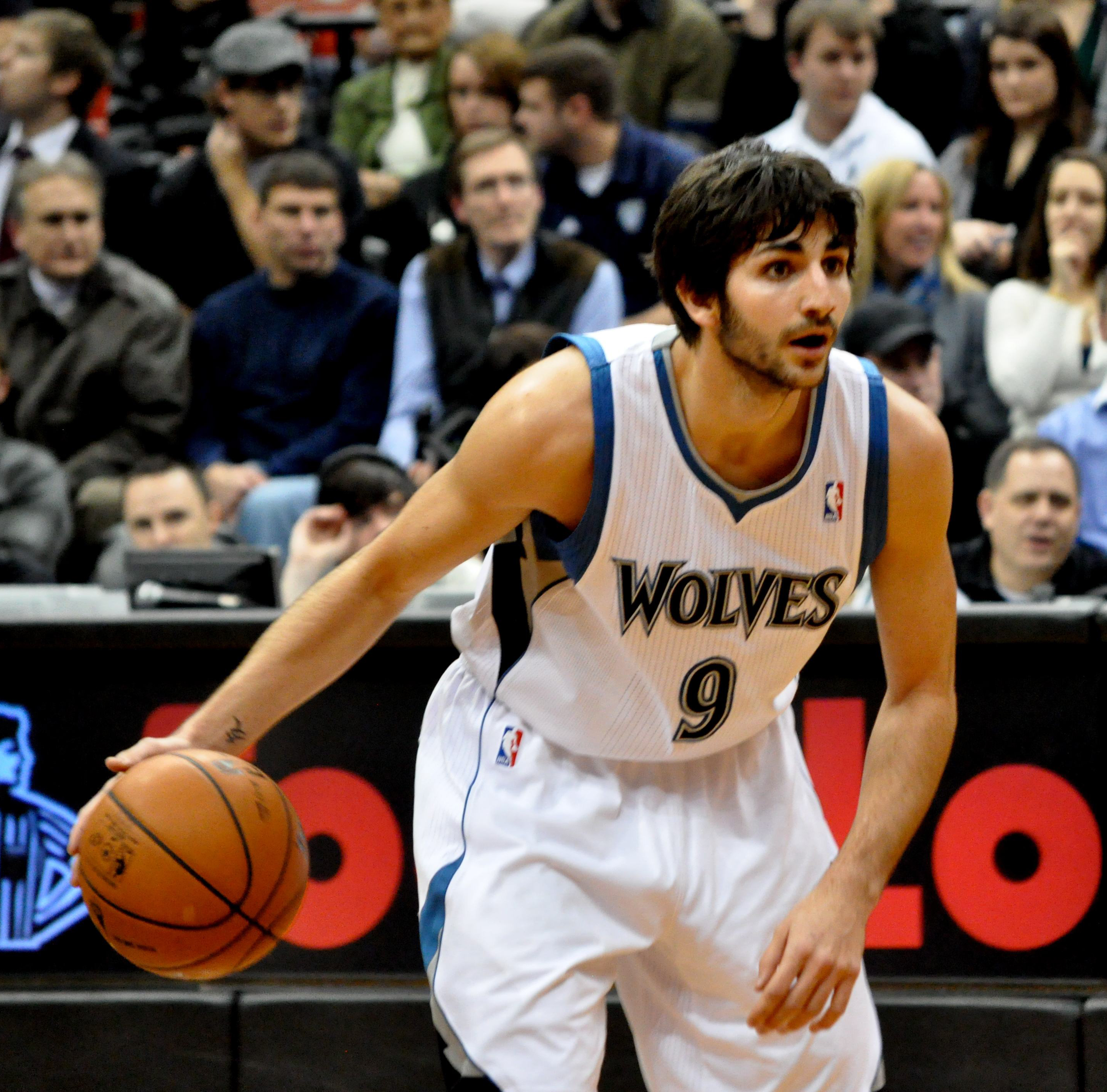
Ricky Rubio.

La saison 2011-2012 commence avec de nouvelles ambitions. L'Espagnol Ricky Rubio a décidé de rejoindre la NBA, deux ans après sa draft. De plus, lors de la draft 2011 de la NBA, les Timberwolves obtiennent le deuxième choix et sélectionnent Derrick Williams provenant des Wildcats de l'Arizona. Ils font également l'acquisition de Brad Miller lors d'un échange conclu pendant cette même draft. En décembre, ils recrutent José Juan Barea, alors agent libre.
Juste avant le All-Star Game et donc à mi-saison, les Wolves présentent un bilan équilibré de 17 victoires pour 17 défaites. Ces bons résultats sont en partie dus à une très bonne entente entre Kevin Love et Ricky Rubio. Nikola Peković est aussi un grand artisan de ce bon bilan, passant de 5,5 points et 3,0 rebonds en 2011 à 13,5 points et 7,5 rebonds, qui en font un candidat au titre de joueur ayant le plus progressé, NBA Most Improved Player.
En mars 2012, une terrible nouvelle s'abat sur l'équipe. Ricky Rubio doit déclarer forfait pour la fin de la saison en raison d'une rupture du ligament croisé antérieur du genou gauche.

#### Saison 2012-2013
Malgré une fin de saison 2011-2012 moyenne, David Kahn et les Wolves veulent continuer à reconstruire l'équipe. Pour cela, ils transfèrent leur choix de draft no 18 contre Chase Budinger et les droits de draft sur Lior Eliyahu et signent le triple All-Star et retraité de 27 ans, Brandon Roy. De plus, ils signent les deux agents libres russes, le jeune Alexey Shved et le All-Star vétéran Andrei Kirilenko. Pour apporter de l'aide à Kevin Love et à Nikola Peković dans le secteur intérieur, ils signent également le pivot remplaçant Greg Stiemsma.
Lors de cette saison 2012-2013, Kevin Love subit de multiples blessures au niveau de la main, ce qui l'oblige à rester éloigné des parquets. Un des rares faits saillants de la deuxième moitié de la saison a été le triple-double de Rubio lors d’une victoire surprenante contre les Spurs de San Antonio. Le 6 avril, dans un match contre les Pistons de Détroit, Adelman a remporté son 1000e match en tant qu’entraîneur.Les Wolves finissent avec un bilan de 31 victoires pour 51 défaites. C'est la première fois depuis le départ de Kevin Garnett que les Wolves finissent une saison avec plus de 30 victoires.
La franchise décide de se séparer de David Kahn à la fin de la saison, et on assiste au retour de Flip Saunders qui est engagé pour le remplacer au poste de président des opérations basket.

#### Saison 2013-2014
Lors de la draft 2013 de la NBA, l’équipe a échangé le 9e choix, Trey Burke contre Shabazz Muhammad, 14e choix et Gorgui Dieng, 21e choix avec le Jazz de l'Utah.
Le 28 mars 2014, les Timberwolves ont établi un record de points de franchise, lors d’un match de saison régulière, avec une victoire 143-107 contre les Lakers de Los Angeles. L’équipe cumule 40 victoires pour 42 défaites, la première fois depuis la saison 2005, mais a raté les playoffs pour la dixième année consécutive.
Le 21 avril 2014, Rick Adelman a annoncé sa retraite en tant qu'entraîneur.

### 2014-2020: l'ère du duo Wiggins-Towns

#### Saison 2014-2015
Lors de la Draft 2014 de la NBA, le 26 juin 2014, avec le 7e choix, les Wolves recrutent Zach LaVine.
Le 23 août 2014, les Timberwolves, les Cavaliers de Cleveland et les 76ers de Philadelphie s'entendent sur un échange à trois qui envoie Kevin Love aux Cavaliers pour rejoindre LeBron James et Kyrie Irving. Minnesota récupère Andrew Wiggins, Anthony Bennett, Thaddeus Young. Les 76ers hérite de Alexey Shved, Luc Mbah a Moute.
Le transfert de Kevin Love marque une nouvelle ère pour la franchise. Si l'équipe commençait à revenir petit à petit sur le devant de la scène, les Timberwolves hypothèquent leurs espoirs de victoires en se formant un noyau de jeunes solides, et promettant un avenir radieux.
Alors qu'il occupe le poste de président des opérations basket, Flip Saunders remplace Rick Adelman au poste d'entraineur. Les jeunes joueurs sont responsabilisés, et l'équipe commence un processus de reconstruction.
Le 12 novembre 2014, les Timberwolves ont participé à un match international au Mexique, à Mexico contre les Rockets de Houston.
Durant le All-Star Game, Zach LaVine gagne en notoriété dans la ligue après avoir remporté le Slam Dunk Contest
La saison 2014-2015 n'est pas vraiment une réussite. Avec un bilan de 16 victoires pour 66 défaites, les Timberwolves manquent les playoffs pour la 11e année consécutive. Malgré cela, Wiggins est nommé Rookie de l'année, premier joueur de l’histoire de la franchise à être honoré de ce titre. LaVine et Wiggins, surnommés "The Bounce Brothers", sont alors considérés comme l’avenir de la franchise.

#### Saison 2015-2016
En raison de leur bilan, qui est le pire de la NBA pour la saison 2014-2015, les Timberwolves ont 25 % de chance de recevoir le premier choix pour la draft 2015. Le 19 mai, lors de la loterie de la draft, ils obtiennent donc le premier choix pour la première fois de leur histoire. Le 25 juin, les Timberwolves choisissent Karl-Anthony Towns avec le 1er choix, et Tyus Jones grâce à un échange avec les Cavaliers de Cleveland.
Avant même que la saison régulière ne commence, l'entraineur des Timberwolves, Flip Saunder, décède à l'âge de 60 ans. En son honneur, l’équipe a annoncé qu’elle porterait un écusson « FLIP » sur ses uniformes pour la saison 2015-2016.
C'est Sam Mitchell, alors entraineur adjoint qui prend le poste d'entraineur principal pour la saison.
La saison 2015-2016 a également vu le retour de Kevin Garnett. En février, Garnett, à l’époque avec les Nets de Brooklyn, a renoncé à sa clause d'intransférabilité pour permettre un échange qui a envoyé Thaddeus Young à Brooklyn. Lors de son premier match, Garnett reprend le maillot no 21 qui n’avait pas été porté par un autre joueur des Timberwolves depuis son départ et l’équipe a défait les Wizards de Washington 97-77 au Target Center.
Lors du All-Star Game, Zach LaVine conserve son titre au Slam Dunk Contest, dans un des duels les plus iconiques de l'histoire du concours, contre Aaron Gordon.
La saison se termine sur un bilan de 29 victoires pour 53 défaites. Karl-Anthony Towns est élu à son tour Rookie de l'année.

#### Saison 2016-2017
Le 21 avril 2016, après une 12e non-participation aux playoffs consécutive, Sam Mitchell est licencié, et Glen Taylor, le propriétaire de la franchise annonce que Tom Thibodeau sera le nouvel entraineur en chef, et le président des opérations basket-ball de l'équipe. Son but est de faire progresser le trio de jeune Wiggins, Towns et LaVine.
Le 23 septembre 2016, Kevin Garnett annonce sa retraite après 21 saisons au sein de la NBA.
Le début de saison des Wolves est délicat, la franchise gagne peu et les trois jeunes joueurs ont du mal à briller. 2017 marque le début d'une belle série, malgré la rupture des ligaments de Zach LaVine, les Wolves enchaînent de bons résultats. Andrew Wiggins endosse un rôle de lieutenant et bat un record de franchise en comptabilisant 18 matchs consécutifs à plus de 20 points et signe un mois de février à 30 points de moyenne avec un pourcentage de 50% au tir. De son côté, Karl-Anthony Towns prouve qu'il est l'atout majeur de cette jeune équipe avec une moyenne de 25 points par match pour sa deuxième saison en NBA.
Les Timberwolves terminent leur saison avec un bilan de 31 victoires, pour 51 défaites, avec seulement une amélioration de deux matchs par rapport à leur saison précédente.

#### Saison 2017-2018
Le soir de la draft 2017, le 23 juin, les Wolves montent un échange avec les Bulls, en échangeant Jimmy Butler contre Zach LaVine, Kris Dunn et le 7e choix de cette même draft, Lauri Markkanen. Plus tard, l’équipe recrute Taj Gibson, Jeff Teague, Jamal Crawford et Derrick Rose pendant la période d'agents libres. Après un début de saison bien géré, Jimmy Butler se blesse au ménisque, et les Wolves redescendent rapidement au classement.
La qualification aux playoffs se joue lors du dernier match de la saison contre les Nuggets de Denver, qui jouent également leur qualification sur ce match. Les Timberwolves, au bout d'un match serré, battent les Nuggets, et retournent en playoffs pour la première fois depuis la saison 2003-2004.
Les Timberwolves ont terminé leur saison avec un bilan de 47-35, qui est la première saison en bilan positif depuis la saison 2004-2005. Après 14 ans, les Wolves sont donc de retour en playoffs. Ils affrontent les Rockets de Houston au premier tour, et perdent la série 4-1.

#### Saison 2018-2019

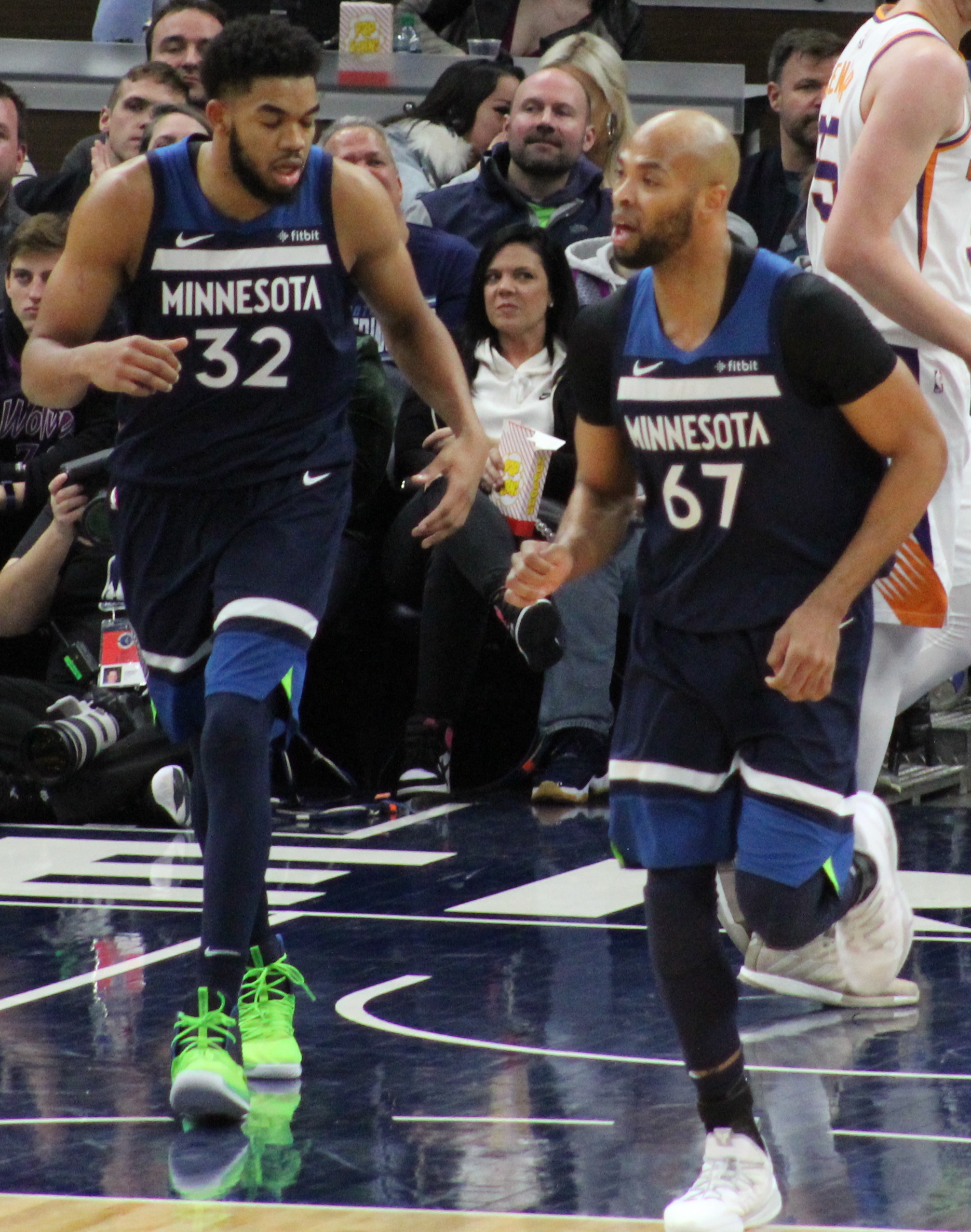
Karl-Anthony Towns et Taj Gibson en 2019

Au début de la saison 2018-2019, des tensions montent entre Jimmy Butler et l'ensemble de l'équipe et du staff technique de la franchise. Des témoignages racontent que lors d'un entraînement, Butler aurait battu l'équipe type avec des joueurs de bout de banc à ses côtés. Au regard des tensions, et de la demande de Butler, le 12 novembre 2018, les Timberwolves transfèrent Butler et Justin Patton, contre Robert Covington, Dario Šarić et Jerryd Bayless des 76ers de Philadelphie.
Le 6 janvier 2019, Tom Thibodeau est congédié. Il est remplacé par Ryan Saunders, le fils de Flip Saunders. L'équipe ne retrouve pas les playoffs à l'issue de cette saison, finissant avec un bilan de 36-44.

#### Saison 2019-2020
Après le départ de Tom Thibodeau lors de la saison précédente, le président des opérations basket-ball est Gersson Rosas. Son objectif est de reconstruire un effectif capable de retourner en playoff, autour de son joueur star Karl-Anthony Towns.
Après un début de saison encore compliqué, les Timberwolves transfèrent Andrew Wiggins contre l'ami de longue date de Karl-Anthony Towns, D'Angelo Russell en provenance des Warriors de Golden State. Pour autant, les deux joueurs ne pourront pas beaucoup jouer ensemble cette saison. En effet, à cause de la pandémie de Covid-19, la NBA ne dispute que 64 des 82 matchs prévus, et les Timberwolves finissent donc avec 19 victoires pour 45 défaites.

### Depuis 2020: nouvelle ère Towns-Edwards et arrivée de Rudy Gobert

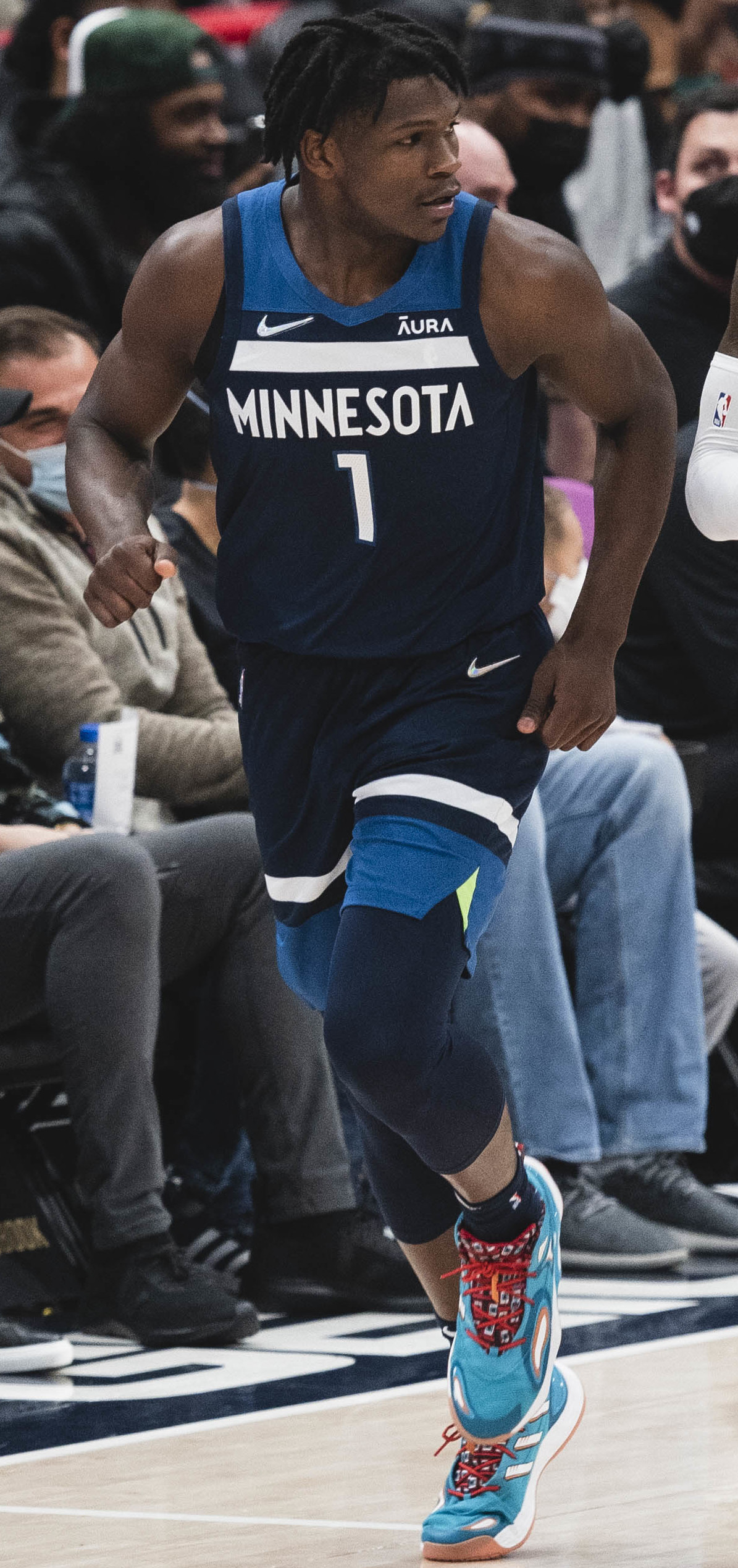
Anthony Edwards.

#### Saison 2020-2021
Avec le troisième pire bilan de la saison précédente, les Timberwolves obtiennent le premier choix lors de la draft 2020.
Le 18 novembre 2020, ils sélectionnent Anthony Edwards, comme choix numéro 1 de la draft 2020. À l'intersaison, ils recrutent également Naz Reid, qui n'a pas été sélectionné lors de la draft.
La saison 2020-2021 n'est pas une réussite : les Timberwolves finissent treizième de la conférence ouest avec un bilan de 23 victoires pour 49 défaites (72 matchs disputés seulement cette saison en raison de la Covid). Le 21 février 2021, Ryan Saunders est remercié, et Chris Finch le remplace.
En avril 2021, les Timberwolves annoncent que le propriétaire Glen Taylor avait conclu un accord avec Marc Lore et Alex Rodriguez pour vendre l'équipe. Lore et Rodriguez deviendront actionnaires majoritaires d’ici deux ans.
Le 21 juillet 2021, il est annoncé que Lore et Rodriguez ont acheté 20 % de l'équipe. Ils achèteront 20 % de plus en 2022 et 40 % de plus en 2023, date à laquelle ils seront les propriétaires majoritaires du club. La transaction comprend également la propriété du club sœur WNBA des Timberwolves, les Minnesota Lynx. L'accord valorise l'équipe à 1,5 milliard de dollars.

#### Saison 2021-2022
Pendant l'intersaison, les Wolves transfèrent le meneur Ricky Rubio aux Cleveland Cavaliers contre Taurean Prince. Les Wolves ont ensuite recruté Patrick Beverley en échange de Juancho Hernangomez et Jarrett Culver. Lors de la draft 2021, les Timberwolves sélectionnent Jaden McDaniels.
Le 22 septembre 2021, après que Gersson Rosas a été relevé de ses fonctions de président des opérations de basket-ball, Sachin Gupta est promu nouveau président par intérim des opérations de basket-ball, tout en conservant son rôle de vice-président exécutif des opérations de basket-ball.
Les Timberwolves terminent la saison 2021-22 avec 46 victoires pour 36 défaites. C'est le deuxième plus grand nombre de victoires en saison régulière depuis leur participation à la finale de conférence en 2004. Pour autant, ils ne se qualifient pas directement pour les playoff, et doivent battre les Clippers de Los Angeles dans un match de play-in pour assurer leur place dans les playoffs NBA 2022.
Ils sont éliminés au premier tour par les Grizzlies de Memphis, avec 2 victoires pour 4 défaites.

#### Saison 2022-2023
Après avoir retrouvé les playoffs en 2022, les Timberwolves embauchent Tim Connelly, architecte des Nuggets de Denver de Nikola Jokić et de Jamal Murray, en tant que président des opérations basket. Début juillet, les Wolves frappent un gros coup et récupèrent Rudy Gobert, triple défenseur de l'année, en échange de Malik Beasley, Jarred Vanderbilt, Walker Kessler et de quatre futurs premiers tours de draft, dans un transfert pour épauler Karl-Anthony Towns dans la raquette. Pas épargnée par les blessures pendant toute la saison (notamment Karl-Anthony Towns jouant seulement 29 matchs de saison régulière) et les changements dans l'effectif (D'Angelo Russell est transféré contre Mike Conley, Jr. au mois de février), l'équipe se qualifie pour les playoffs 2023 via la play-in tournament, mais s'incline 4 à 1 face aux Nuggets de Denver. Pour autant, l'équipe montre une concentration importante en défense.

#### Saison 2023-2024
Anthony Edwards est désormais le patron de cette équipe, et après un été passé à s'entrainer avec ses coéquipiers, la saison des Wolves s'annonce belle. L'équipe a travaillé sur sa défense, et les résultats suivent. Durant une bonne partie de la saison, les Timberwolves sont premiers de la conférence Ouest.
Fin décembre 2023, Marc Lore (en) et Alex Rodriguez acquièrent 40 % supplémentaires dans l'actionnariat des Wolves (et du Lynx du Minnesota) et deviennent actionnaires majoritaires de la franchise (avec 80 % des parts).
Les Wolves terminent avec un bilan de 56 victoires pour 26 défaites, se classant troisième à l'Ouest. Naz Reid est élu meilleur sixième homme, Mike Conley, Jr., meilleur coéquipier et Rudy Gobert, meilleur défenseur de la saison régulière pour la quatrième fois de sa carrière. Les Timberwolves ont alors la meilleure défense de la ligue.
Fin mars, Glen Taylor (en) annonce que le rachat des Timberwolves et des Lynx du Minnesota n'a plus lieu d'être. En effet, il annonce que Marc Lore et Alex Rodriguez n'ont pas respecté une deadline de paiement, faute de fonds. Les deux intéressés se défendent eux de l'avoir respecté. Le contentieux doit donc se régler à l'intersaison, via un médiateur.
Au premier tour des playoffs, les Timberwolves affrontent les Suns de Phoenix, sixième de l'Ouest, du trio Bradley Beal, Kevin Durant et Devin Booker. Les Timberwolves s'imposent en 4 manches (4-0). Les problèmes en attaquent semblent alors résolue.
Pour les demi-finales de la conférence Ouest, les Wolves retrouvent les Nuggets de Denver, champions en titre. Dans une série haletante et marquée par les "blow out" dans un sens et dans l'autre, Minnesota prend les deux premiers matchs à l'extérieur, mais perd les deux suivants à domicile ainsi que le cinquième à Denver. Dos au mur, ils égalisent avec la septième plus large victoire de l'histoire des playoffs (115-70), avant de conclure chez le champion en titre (90-98). Ce dernier match est marqué par un retour de l'équipe, menée de 20 points au tout début de la seconde mi-temps. C'est le plus gros "comeback" de l'histoire de la NBA sur un match 7.
Minnesota remporte donc la série (4-3), et se qualifie pour la deuxième fois de son histoire en finale de conférence, face aux Mavericks de Dallas. Ils s'inclinent lors des trois premiers matchs de la série. Gagnant le quatrième à domicile, ils finissent par s'incliner dans la série 4 matchs à 1.
L'équipe signe la deuxième meilleure saison de l'histoire de la franchise, garde la première place de la conférence ouest pendant une bonne partie de la saison, avant de terminer a la troisième place, et de réussir pour autant à aller jusqu'en finale de conférence après avoir battu les champions en titre. Peu d'observateurs de la NBA, ou de journalistes avaient prévu à ce point une telle évolution de l'équipe.

#### Saison 2024-2025
Le 7 juin on apprend que l'ancien maire de New York et milliardaire Michael Bloomberg s'associent au duo Marc Lore et Alex Rodriguez pour racheter la franchise à Glen Taylor.
Pendant l'intersaison, Tim Connelly devient président des Timberwolves. Son ancien adjoint au poste de Général Manager depuis 2022, Matt Lloyd, est promu General Manager des Timberwolves. Le 25 juin, l'entraîneur Chris Finch est prolongé de 4 années supplémentaires, jusqu'en 2028.
Le 26 juin, lors du premier tour de la draft 2024 de la NBA, les Wolves échangent Rob Dillingham (sélectionné en 8e position par les Spurs de San Antonio) contre leur premier tour de la draft 2031, et échangent l'ordre de choix avec les Spurs pour la draft 2030. Avec leur 27e choix, ils recrutent Terrence Shannon Jr..
Le 3 juillet, les Timberwolves recrutent Joe Ingles, ancien coéquipier de Rudy Gobert et de Mike Conley au Jazz de l'Utah, pour un contrat d'une saison. Le 28 septembre, trois jours avant le Media Day (la journée de présentation des joueurs d'une équipe NBA aux médias), les Wolves transfèrent Karl-Anthony Towns aux Knicks de New York et reçoivent en échange Julius Randle, Donte DiVincenzo, Keita Bates-Diop, ainsi qu'un futur choix de premier tour de la draft 2025 (pick 2025 des Detroit Pistons, protégé Top 13). Ce transfert permet aux Wolves de réduire leur masse salariale et d'éviter le "second apron" (une taxe et des interdictions pour les équipes trop dépensières en salaires),. Il permet également de recruter un excellent tireur à trois points, en la personne de Donte DiVincenzo.
Le début de saison est moins flamboyant que la précédente, du fait du besoin d'adaptation et de créations d'automatismes de l'équipe. Les résultats sportifs sont moins bons, avec notamment une série de quatre défaites consécutives durant le mois de novembre, poussant Anthony Edwards à exprimer publiquement sa frustration quant à la communication et à l'alchimie de l'équipe.
Fin janvier 2025, Randle est victime d'une élongation de l'adducteur droit lors d'un match contre le Jazz de l'Utah, le mettant à l'écart des terrains pendant au moins deux semaines. À son retour, les Timberwolves se relancent, en remportant notamment une victoire spectaculaire 140-139 en double prolongation contre les Nuggets de Denver le 1er avril.
Les Timberwolves terminent la saison avec un bilan de 49 victoires pour 33 défaites, leur assurant la sixième place de la Conférence Ouest. Lors du premier tour des playoff, ils affrontent les Los Angeles Lakers, qu'ils battent en cinq matchs, se qualifiant ainsi pour les demi-finales de conférence pour la deuxième année de suite, une première dans l'histoire de la franchise. Lors de cette série, ils affrontent les Golden State Warriors, qu'ils battent 4-1.
En finales de conférence, les Timberwolves affrontent le Thunder d’Oklahoma City, première tête de série à l’issue de la saison régulière. Malgré un effectif complet et l’élan acquis lors des tours précédents, Minnesota est dominé par une équipe d’OKC en pleine confiance, emmenée par un Shai Gilgeous-Alexander en grande forme. Le Thunder remporte les deux premiers matchs à domicile, puis s’impose à nouveau au Target Center lors du match 3. Les Timberwolves sauvent l’honneur en arrachant le match 4 grâce à une performance solide d’Anthony Edwards, mais s’inclinent lourdement lors du match 5 à Oklahoma City (124-94), scellant leur élimination sur le score de 4-1 dans la série.

## Palmarès
- Champion de la Division Midwest (1) : 2004.

## Meilleurs marqueurs de l'histoire de la franchise
| Place                                                                                    | Nom du joueur                           | Pays                   | Points |
| ---------------------------------------------------------------------------------------- | --------------------------------------- | ---------------------- | ------ |
| 1er                                                                                      | Kevin Garnett 1995 - 2007 / 2015 - 2016 | États-Unis             | 19 201 |
| 2e                                                                                       | Karl-Anthony Towns 2015 - 2024          | République dominicaine | 13 121 |
| 3e                                                                                       | Anthony Edwards 2020 -                  | États-Unis             | 9 097  |
| 4e                                                                                       | Andrew Wiggins 2014 - 2020              | Canada                 | 8 710  |
| 5e                                                                                       | Sam Mitchell 1989 - 1992 / 1995 - 2002  | États-Unis             | 7 161  |
| 6e                                                                                       | Kevin Love 2008 - 2014                  | États-Unis             | 6 989  |
| 7e                                                                                       | Wally Szczerbiak 1999 - 2006            | États-Unis             | 6 777  |
| 8e                                                                                       | Doug West 1989 - 1998                   | États-Unis             | 6 216  |
| 9e                                                                                       | Tony Campbell 1989 - 1992               | États-Unis             | 4 888  |
| 10e                                                                                      | Christian Laettner 1992 - 1996          | États-Unis             | 4 759  |
| Dernière mise à jour : 13 mai 2025 En gras : Joueurs évoluant toujours dans la franchise |                                         |                        |        |

## Records individuels de la franchise
| Statistique                                                                      | Nom du joueur   | Nombre                 |
| -------------------------------------------------------------------------------- | --------------- | ---------------------- |
| Meilleur marqueur                                                                | Kevin Garnett   | 19 201 points          |
| Meilleure moyenne Points/Match                                                   | Anthony Edwards | 23,9 points/match      |
| Meilleur passeur                                                                 | Kevin Garnett   | 4 216 passes décisives |
| Meilleure moyenne Passes/Match                                                   | Ricky Rubio     | 8,5 passes/match       |
| Meilleur rebondeur                                                               | Kevin Garnett   | 10 718 rebonds         |
| Meilleure moyenne Rebonds/Match                                                  | Kevin Love      | 12,2 rebonds/match     |
| Meilleur contreur                                                                | Kevin Garnett   | 1 590 contres          |
| Meilleur intercepteur                                                            | Kevin Garnett   | 1 315 interceptions    |
| Meilleur pourcentage au tir                                                      | Taj Gibson      | 57,1 %                 |
| 3 points marqués                                                                 | Anthony Edwards | 1109 tirs              |
| Meilleur pourcentage à 3 points                                                  | Fred Hoiberg    | 46,1 %                 |
| Lancers-francs marqués                                                           | Kevin Garnett   | 3 743 tirs             |
| Meilleur pourcentage au lancer-franc                                             | Terrell Brandon | 89,5 %                 |
| Matchs joués                                                                     | Kevin Garnett   | 979 matchs             |
| Dernière mise à jour : 20 mai 2024 : Joueurs évoluant toujours dans la franchise |                 |                        |

### Maillots retirés
- 2 : Malik Sealy - mort dans un accident de voiture alors qu'il était membre des Timberwolves durant l'été 2000, est le seul joueur de la franchise à avoir son maillot retiré[70].
- Flip : Flip Saunders - En l'honneur de Flip Saunders, entraineur des Timberwolves de 1996 à 2005 et pour la saison 2014-2015, mort d'un lymphome de Hodgkin au début de la saison 2015-2016. Le maillot est retiré le 15 février 2018[71].

### Entraîneurs successifs

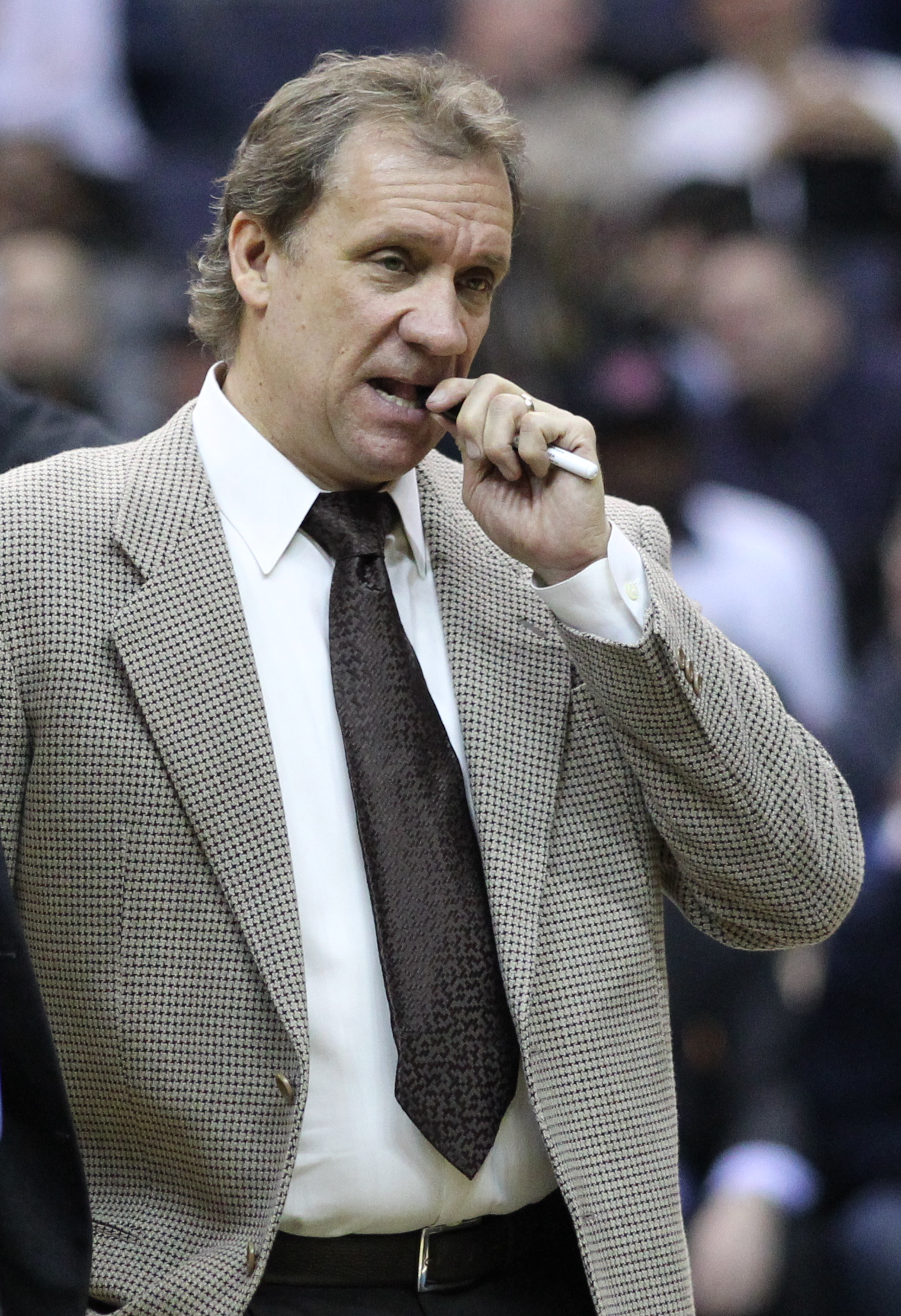
Flip Saunders

Bill Musselman est le premier des 14 entraîneurs qui se succèdent à la tête de la franchise.
Flip Saunders est l'entraîneur ayant dirigé le plus de rencontres avec 819, pour 427 victoires et 392 défaites et un pourcentage de victoires de 52,1 %. Son fils, Ryan Saunders est également entraineur des Timberwolves entre 2019 et 2021.
Depuis 2021, Chris Finch est l'entraineur des Timberwolves.
| No    | Nom               | Années           | Saison régulière | Saison régulière | Saison régulière | Saison régulière | Playoffs        | Playoffs        | Playoffs        | Playoffs         |
| No    | Nom               | Années           | Victoires        | Défaites         | % de victoires   | Nombre de matchs | Victoires       | Défaites        | % de victoires  | Nombre de matchs |
| ----- | ----------------- | ---------------- | ---------------- | ---------------- | ---------------- | ---------------- | --------------- | --------------- | --------------- | ---------------- |
| 1     | Bill Musselman    | 1989-1991        | 51               | 113              | 31,1             | 164              | Pas de playoffs | Pas de playoffs | Pas de playoffs | Pas de playoffs  |
| 2     | Jimmy Rodgers     | 1991-1993        | 21               | 90               | 18,9             | 111              | Pas de playoffs | Pas de playoffs | Pas de playoffs | Pas de playoffs  |
| 3     | Sidney Lowe       | 1993-1994        | 33               | 102              | 24,4             | 135              | Pas de playoffs | Pas de playoffs | Pas de playoffs | Pas de playoffs  |
| 4     | Bill Blair        | 1994-1996        | 27               | 75               | 26,5             | 102              | Pas de playoffs | Pas de playoffs | Pas de playoffs | Pas de playoffs  |
| 5     | Flip Saunders     | 1996-2005        | 411              | 326              | 55,8             | 737              | 30              | 17              | 63,8            | 47               |
| 6     | Kevin McHale1     | 2005             | 19               | 12               | 61,3             | 31               | Pas de playoffs | Pas de playoffs | Pas de playoffs | Pas de playoffs  |
| 7     | Dwane Casey       | 2005-207         | 53               | 69               | 43,4             | 122              | Pas de playoffs | Pas de playoffs | Pas de playoffs | Pas de playoffs  |
| 8     | Randy Wittman     | 2007-2008        | 38               | 105              | 26,6             | 143              | Pas de playoffs | Pas de playoffs | Pas de playoffs | Pas de playoffs  |
| 9     | Kevin McHale2 (2) | 2008-2009        | 20               | 43               | 31,7             | 63               | Pas de playoffs | Pas de playoffs | Pas de playoffs | Pas de playoffs  |
| 10    | Kurt Rambis       | 2009-2011        | 32               | 132              | 19,5             | 164              | Pas de playoffs | Pas de playoffs | Pas de playoffs | Pas de playoffs  |
| 11    | Rick Adelman      | 2011-2014        | 97               | 133              | 42,2             | 230              | Pas de playoffs | Pas de playoffs | Pas de playoffs | Pas de playoffs  |
| 12    | Flip Saunders (2) | 2014-2015        | 16               | 66               | 19,5             | 82               | Pas de playoffs | Pas de playoffs | Pas de playoffs | Pas de playoffs  |
| 13    | Sam Mitchell      | 2015-2016        | 29               | 53               | 35,4             | 82               | Pas de playoffs | Pas de playoffs | Pas de playoffs | Pas de playoffs  |
| 14    | Tom Thibodeau     | 2016-2019        | 97               | 107              | 47,5             | 204              | 1               | 4               | 20              | 5                |
| 15    | Ryan Saunders     | 2019-2021        | 43               | 94               | 31,4             | 137              | Pas de playoffs | Pas de playoffs | Pas de playoffs | Pas de playoffs  |
| 16    | Chris Finch       | 2021-Aujourd’hui | 160              | 127              | 55.7             | 287              | 5               | 8               | 38.5            | 13               |
| Bilan | Bilan             | 1989-2024        | 1147             | 1647             | 41.05            | 2794             | 36              | 29              | 55.38           | 65               |

1 A assuré l’intérim pour la fin de saison 2004-2005
2 A assuré l’intérim pour la fin de saison 2008-2009

## Couleurs et symboles

### Logos successifs

De 1989 à 1996.
De 1996 à 2009.
De 2009 à 2017.
Depuis 2017.

### Maillots
Depuis que Nike fournit l'ensemble des tenues aux équipes de NBA, en 2017, les maillots « domicile » et « extérieur » ont été remplacés par une collection plus fournie, pouvant servir aussi bien en déplacement qu'à domicile, portant les noms « association », « icon », « statement » et « city », et pour certaines équipes en plus une version « classic » reprenant le design d'anciens maillots. Les équipes qualifiées pour les playoffs 2019 ont été dotées d'une tenue supplémentaire, dénommée « earned ».

### Mascotte

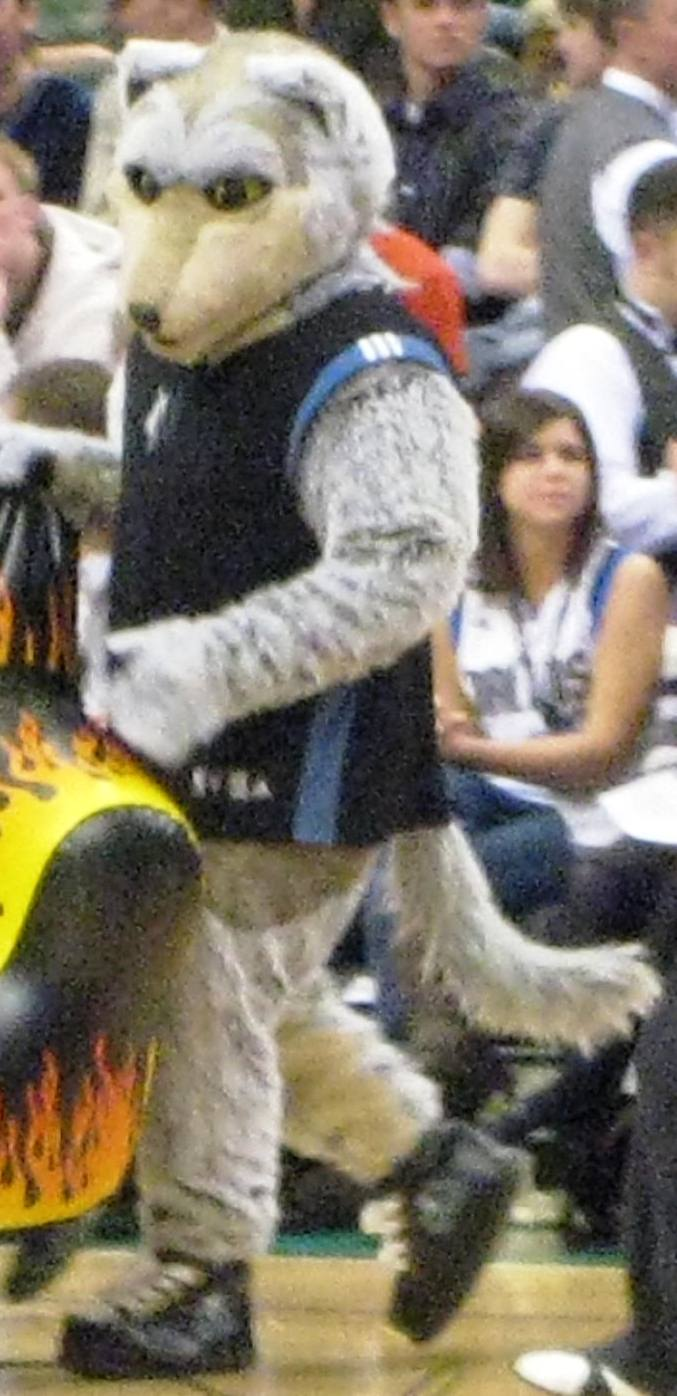
Crunch the Wolf

Crunch the Wolf est la mascotte officielle des Timberwolves du Minnesota. Il apparaît en tant que joueur caché dans le jeu vidéo de 1994 NBA Jam Tournament Edition.